# Černý lev

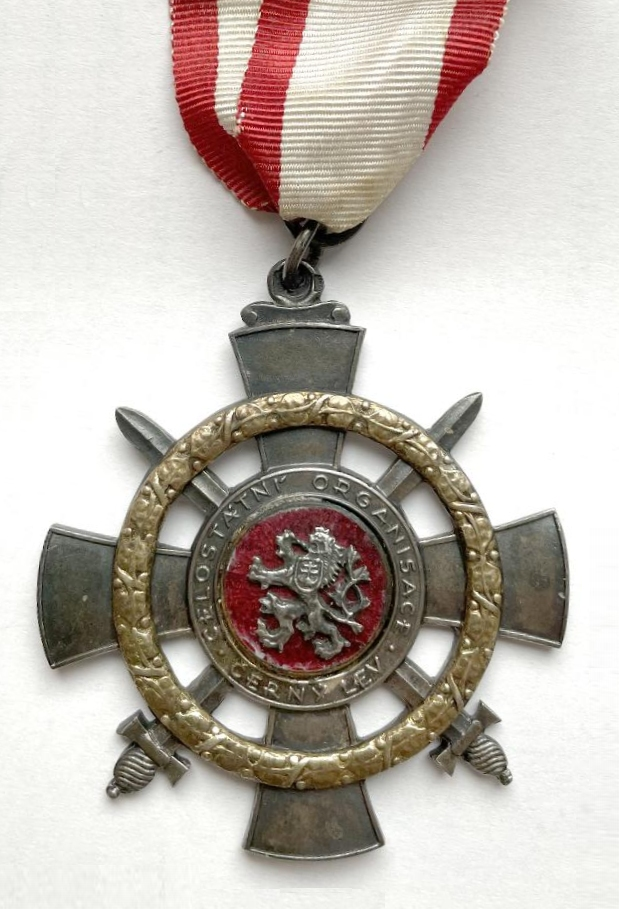
Pamětní kříž odbojové organizace Černý lev

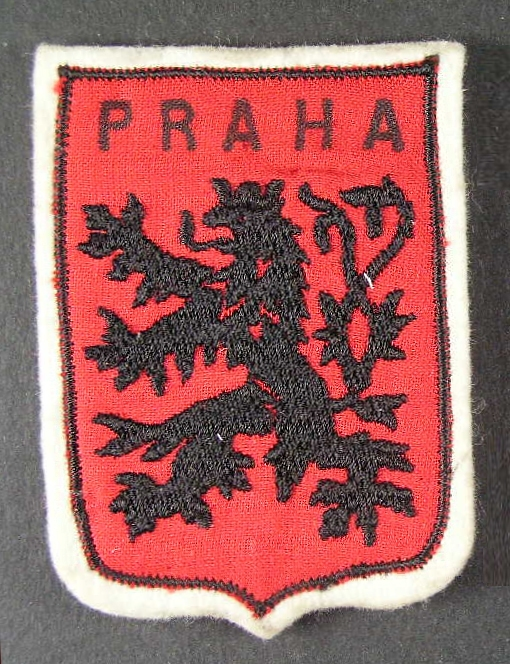
Textilní ramenní nášivka odbojové organizace Černý lev

Černý lev byla celostátně působící odbojová organizace, která sama sebe v některých svých dokumentech nazývala „partyzánskou skupinou Černý lev“, ač její oficiální název zněl „Celostátní odbojová organizace Černý lev“.

## Historie

### Vznik, doba existence, legitimita
Organizace vznikla po německé okupaci Československa (po 15. březnu 1939), podle některých pramenů již v roce 1939, ale ve skutečnosti ji založil profesor Bohumil Černý až v roce 1941. Černý vedl od roku 1941 toto volné spojení osob (označované jako „Přátelství“ s názvem Černý lev) až do konce druhé světové války, kdy se nakonec zformovalo v prosinci 1945 v řádnou organizaci Černý lev. Těžiště činnosti Černého lva pak spadalo od roku 1945 (tj. od konce druhé světové války) prakticky až do roku 1948, kam sahá datace písemných dokumentů. Členskou základnu Černého lva tvořily různé složky obyvatelstva, byla zde zastoupena i velká skupina učitelů a středoškolských profesorů i aktivní odbojoví pracovníci, kteří byli ale do této organizace kooptováni retroaktivně (až po květnu 1945). Po druhé světové válce si organizace Černý lev činila nárok na to, aby byla uznána za odbojovou organizaci, čehož se jí ale na ministerstvu národní obrany nepodařilo dosáhnout.

### Činnost
Na rozdíl od řady dalších domácích odbojových skupin, které vznikly na území tehdejšího Protektorátu Čechy a Morava a zabývaly se všestrannou protiněmeckou činností, se po celou dobu své „protektorátní“ existence Černý lev zabýval výhradně zpravodajskou (výjimečně též zpravodajsko–sabotážní) činností. Zatímco činnost jiných odbojových skupin byla po druhé světové válce poměrně detailně zmapována (a to především díky archivovaným výslechovým protokolům zatčených a souzených odbojářů), o konkrétních aktivitách Černého lva v období protektorátu jsou informace jen velice kusé.[zdroj?]
Organizace Černý lev během svého protektorátního působení disponovala dvojicí vysílaček. Jak (a zda vůbec) byly tyto ilegální komunikační prostředky aktivně využívány, odkud – kam a informace jakého charakteru předávaly není jasné. Otázkou zůstává, proč nebyly (obdobně jako vysílačky třídy Sparta) v poměrně krátké době zaměřeny německou radiovou kontrarozvědkou (odposlechovou službou) a následně zlikvidovány německými bezpečnostními složkami (gestapo, SD).[zdroj?]

### Struktura
Základna této organizace byla na Zemském úřadě v Praze–Smíchově. Tady v úřednických funkcích pracovali bývalí důstojníci v létě 1939 rozpuštěné prvorepublikové československé armády. Mezi zakládající členy a čelní funkcionáře organizace Černý lev patřili:
- předseda: profesor Bohumil Černý;
- vojenský velitel: štábní kapitán Václav Langkramer;
- místopředseda: Rudolf Pavlík;
- tajemník: Bohumil Vejdělek.[2]

V organizaci Černý lev byla členkou i Alžběta Pospíšilová – česká automobilová závodnice Eliška Junková, která během druhé světové války ilegálně pracovala v „Národním odboji“ – vojenské organizaci skupiny generála šéfa intendantstva JUDr. Viktora Spěváčka a po zániku této skupiny působila v Černém lvu.
Slezský (ale česky píšící) básník Vladimír Vašek známý jako Petr Bezruč obdržel na konci roku 1946 čestný diplom odbojové organizace Černý lev, mezi jejíž členy během druhé světové války patřil.

Někteří členové Černého lva
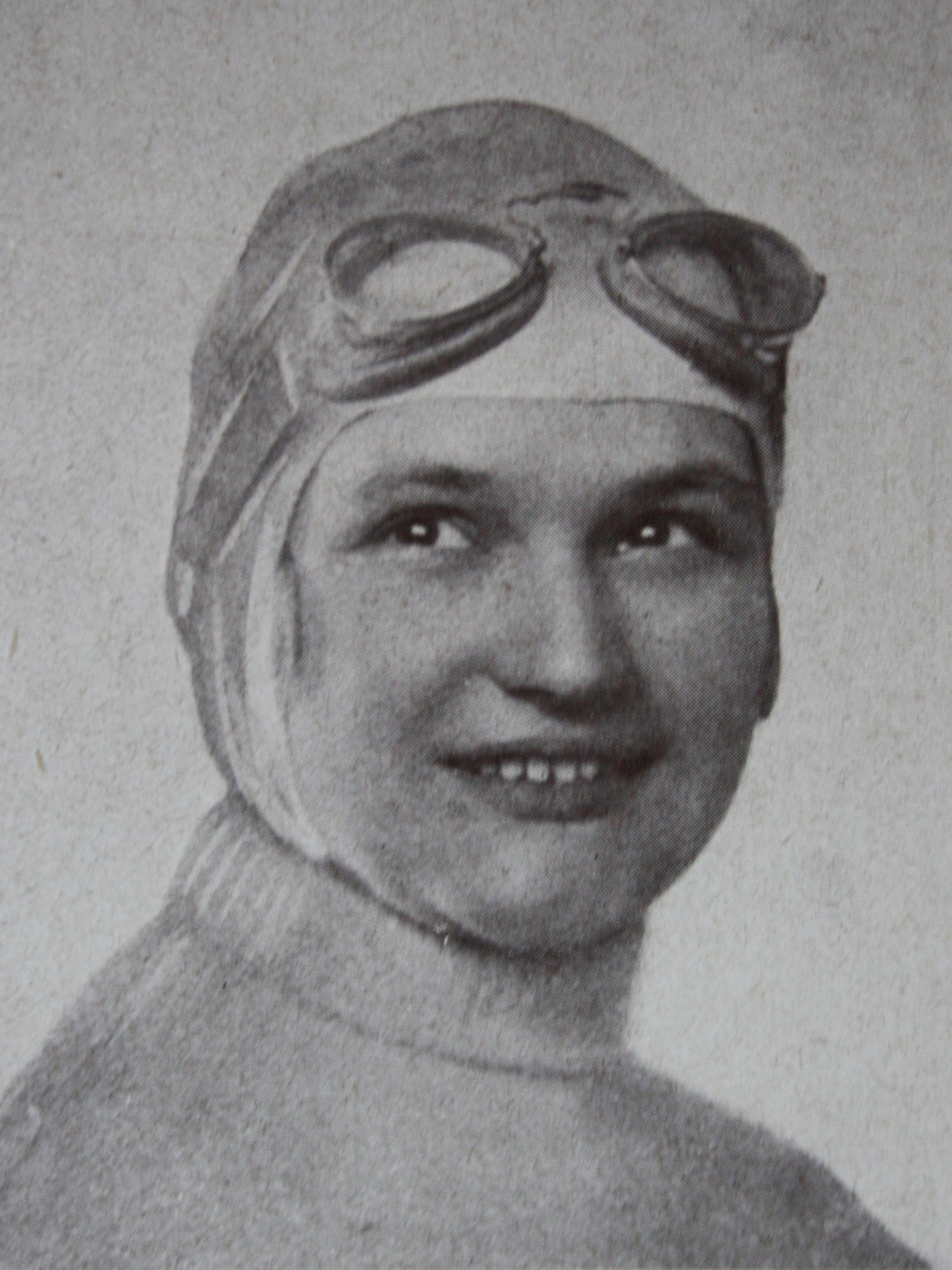
Eliška Junková
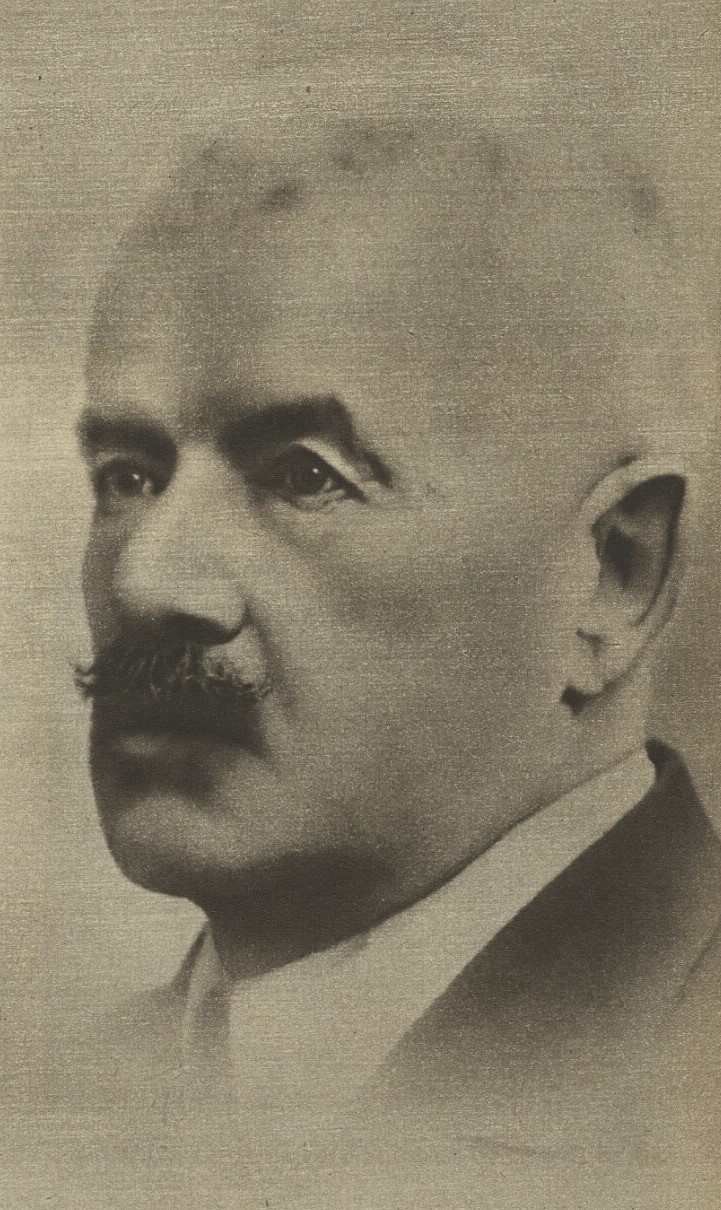
Petr Bezruč (kolem roku 1947)

## Slavnostní valná hromada
První slavnostní valná hromada (v osvobozené vlasti) celostátní odbojové organizace Černý lev se konala 16. prosince 1945 od 9.30 ve Smetanově síni Obecního domu v Praze. Pořad valné hromady byl následující: zahájení; pochodová píseň Černého lva (Fr. Suchý); zprávy o činnosti; vzpomínka padlým; projevy hostí; stanovy; volby; závěr a hymna. Součástí k této příležitosti vydaného pamětního lístku byla (kromě loga Černého lva) i báseň Padlým bratřím od Bohuše Františka Beneše. Báseň byla graficky zakomponovaná do pamětního lístku, jehož byla nedílnou součástí, takto: „Vám, kdož jste se nedočkali“, následovala zmíněná báseň, pak věta pokračovala: „místo hrstky květů na hrob“ a po pomlčce pak „podpis“ Černý lev.

## Pamětní kříž odbojové organizace Černý lev
Celostátně působící organizace Černý lev měla svoje specifické logo vycházející symbolicky z jejího názvu. Kromě toho existovaly i textilní nášivky obdélného tvaru (bíle orámované) s mírně zašpičatělou dolní hranou, kde na rudém podkladu byl v horní části hůlkovým písmem šedavý nápis „PRAHA“ a pod ním pak byl vyobrazen (v sytě černé barvě) dvojocasý černý lev s korunou z malého státního znaku (identický jako na logu organizace).
Organizace měla svůj „Pamětní kříž odbojové organizace Černý lev“, jímž byli po druhé světové válce dekorováni její přeživší členové. Autorem návrhu Pamětního kříže odbojové organizace Černý lev byl designér, tvůrce ex libris a architekt (žák Jana Kotěry (1871–1923)) Antonín Parkman (* 1898). Vojenský historický ústav Praha toto vyznamenání popisuje následovně:
Klenot v podobě tzv. rupertského kříže o rozpětí ramen 49 mm s mírně plasticky převýšenými okraji ramen, zhotovený z bílé slitiny kovu. Mezi rameny jsou umístěny zkřížené meče, orientované hroty vzhůru. Na středu kříže je situován kruhový červeně lakovaný medailon s černě lakovaným lvem z malého státního znaku. Medailon je lemován mezikružím s opisem. Horní opis: CELOSTÁTNÍ ORGANISACE. Spodní opis: ČERNÝ LEV. Přes celou plochu ramen kříže a čepele mečů je přeložený zlacený, stuhami přepásaný lipový věnec. Klenot zavěšen na 22 mm široké průvlečné bílé stuze s červenými pruhy na okrajích. Revers hladký, v horním rameni kříže vyražené pořadové číslo.
Vojenský historický ústav Praha, Popis „Pamětního kříže odbojové organizace Černý lev“, 

## Vojenský velitel
Václav Langkramer se narodil v roce 1906. Vojenskou akademii v Hranicích absolvoval v roce 1926 a o dvanáct let později (v roce 1938) dokončil studia na Vysoké škole válečné v Praze. Po nastolení protektorátu a deaktivaci prvorepublikových důstojníků byl přidělen coby referent k Zemskému úřadu, kde od roku 1944 zastával funkci vedoucího úředníka. V roce 1944 obdržel tehdy jediné možné protektorátní vyznamenání tzv. Svatováclavskou orlici. Toto vyznamenání bylo zprvu udělováno jen nejvyšším protektorátním představitelům, případně vybraným pracovníkům Kuratoria pro výchovu mládeže, ale později (na přelomu let 1944/1945) jej dostalo ještě několik stovek osob (většinou za nepolitické záležitosti typu: umělecká činnost, zemědělské dodávky a dobré výsledky v průmyslu) a to prostřednictvím okresních a zemských úřadů. Jako vojenský velitel působil v ilegální organizaci Černý lev a díky předloženým dokumentům a svědectví několika osob získal v roce 1948 osvědčení o odbojové činnosti (podle paragrafu 8 Zákona číslo 255/1946 Sbírky). Po skončení druhé světové války se stal od roku 1945 členem KSČ. Od června roku 1948 sloužil na 5. oddělení Hlavního (generálního) štábu, což byla československá vojenská zpravodajská služba. Za 18 měsíců svého působení se (koncem roku 1949) stal přednostou tamní kádrové skupiny („C“). Nedlouho poté (v dubnu 1950) jej přeložili k dělostřeleckému pluku 5 v Českých Budějovicích, kde vykonával funkci zástupce velitele. (Nejvyšší dosažená vojenská hodnost: podplukovník generálního štábu.) Jako bývalý blízký spolupracovník přednosty Obranného zpravodajství (OBZ) a 5. oddělení Hlavního štábu Bedřicha Reicina (po únoru 1948 náměstka ministra obrany) byl ke dni 30. dubna 1951 propuštěn z československé armády a živil se jako frézař v pražském podniku ČKD Stalingrad.